# Un chanteur s'accompagnant au luth
Un chanteur s'accompagnant au luth (ou Le Joueur de luth) est un tableau réalisé par le peintre néerlandais Hendrick ter Brugghen en 1624. De format vertical, cette huile sur toile caravagesque représente un musicien aperçu de dos par son profil gauche, à mi-corps devant un fond sombre. Il s'agit d'un chanteur qui s'accompagne au luth, ce que dans la tradition italienne on appelle un cantore al liuto. Achetée à Denis Charles Henri Gauldrée-Boileau par la ville française de Bordeaux en 1829, l'œuvre est conservée au musée des Beaux-Arts de Bordeaux.

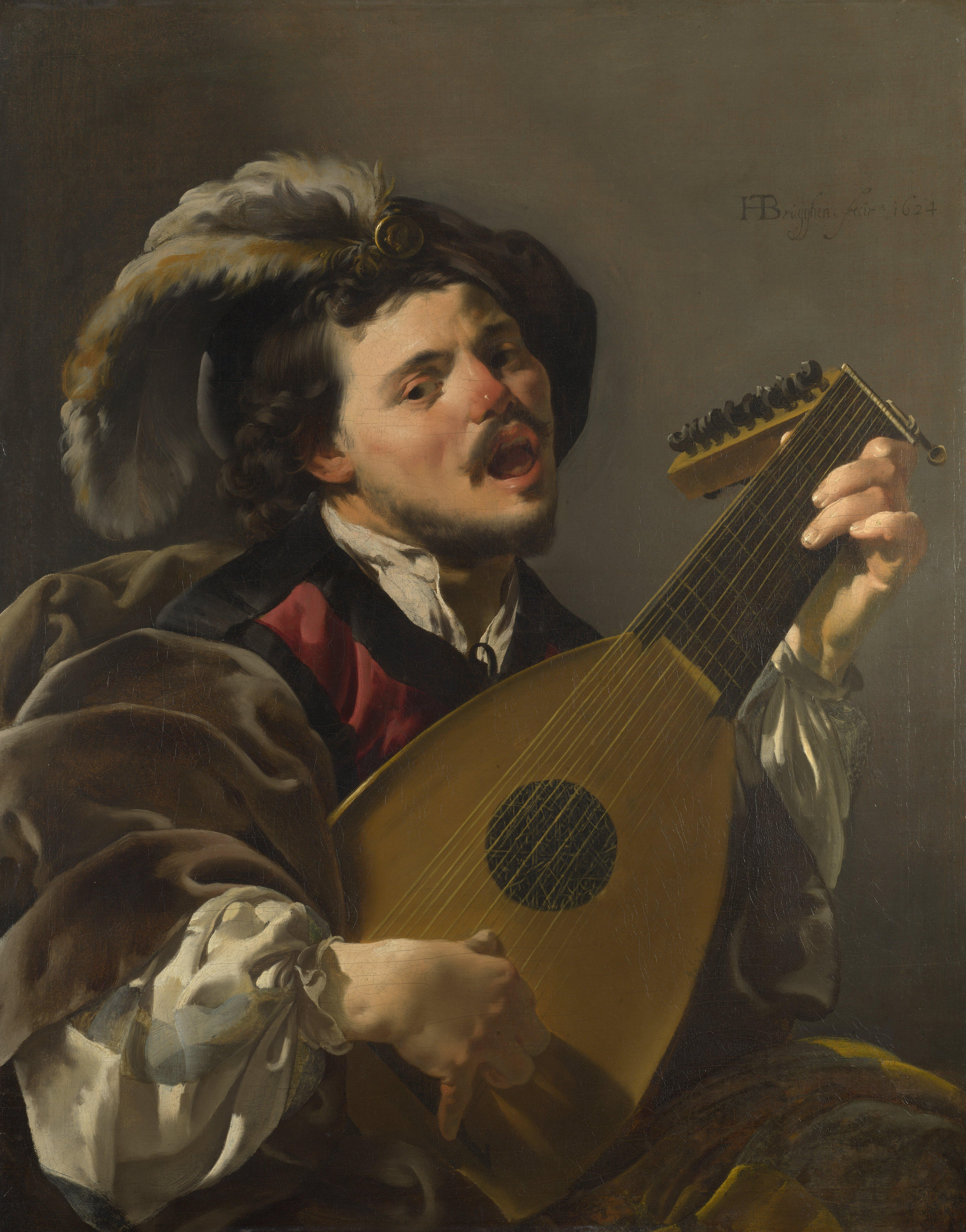
Homme jouant d'un luth, 1624 – National Gallery, Londres.